# Xã Prairie, Quận Mahaska, Iowa
Xã Prairie (tiếng Anh: Prairie Township) là một xã thuộc quận Mahaska, tiểu bang Iowa, Hoa Kỳ. Năm 2010, dân số của xã này là 1.671 người.